# Křičeň
Křičeň település Csehországban, a Pardubicei járásban. Křičeň Dolany, Pravy, Lázně Bohdaneč, Bukovka, Rohoznice és Kasalice településekkel határos. Lakosainak száma 294 fő (2024. január 1.).

## Népesség
A település lakosságának változását az alábbi diagram mutatja:
| Lakosok száma | 422  | 461  | 446  | 311  | 294  | 249  | 254  | 276  | 226  | 294  |
|               | 1869 | 1900 | 1921 | 1961 | 1980 | 2011 | 2016 | 2019 | 2021 | 2024 |